# Trpný rod
Trpný rod (pasivum) je mluvnická kategorie sloves (slovesný rod), kterou vyjadřujeme, že podmět není původcem děje, ale tento děj podmět „trpí“, je pasivní – na rozdíl od činného rodu (aktiva), kde podmět je aktivní, tj. je původcem stavu nebo děje.

## Jednoznačnost
Hlavním významem trpného rodu je rozlišení konatele a tedy jednoznačnost.
Například věty
Auta převážejí lodě.
Lodě převážejí auta.
jsou obě nejednoznačné, obě stejným způsobem, obě mohou popisovat tytéž situace, podle objektivního nebo subjektivního slovosledu.
Naopak použitím trpného rodu
Auta jsou převážena loděmi.
Lodě jsou převáženy auty.
se tyto konkrétní významy jednoznačně rozliší.

## V češtině
V češtině a dalších slovanských jazycích se trpný rod tvoří dvojím způsobem.

### Pomocí slovesabýt+příčestí trpného
např. jsem trestán (tj. v činném rodě někdo mě trestá)
Příčestí trpné je tvořeno od minulého kmene sloves. Obvykle se shoduje se jmenným (krátkým) tvarem přídavných jmen. Příčestí trpné má různé tvary podle jmenného rodu a čísla (trestán, trestána, trestáno, trestáni, trestány, trestána).
Sloveso být lze časovat ve všech časech i způsobech (byl jsem trestán, budu trestán, být trestán, byl bych trestán, buď trestán atp.)
Je třeba odlišovat trpný děj od stavu: dopis je psán (trpný rod) x dopis je napsán (stav)

### Pomocí zvratného zájmenase
např. chléb se peče v peci (tj. je pečen v peci)
Tento způsob tvoření se někdy používá při výmluvách. (Ono se to neudělalo.)
Použití zvratného se však není vždy trpným rodem: např. posadit se.

## V jiných jazycích

### Angličtina
V angličtině se trpný rod tvoří stejným způsobem jako v češtině (1. způsob), tj. pomocí slovesa to be (být) + příčestí trpného:
it is made = je děláno, dělá se
I am punished = jsem potrestán
Trpného rodu se v angličtině využívá častěji než v češtině.

### Latina
V latině se trpný rod tvoří
1) pomocí trpných koncovek, např.:
sanare (sano, sanas, sanat, sanamus, sanatis, sanant) = léčit (léčím, léčíš, …) - aktivum
sanari (sanor, sanaris, sanatur, sanamur, sanamini, sanantur) = být léčen (jsem léčen, jsi léčen, …) - pasivum
2) pomocí participia perfekta pasiva (příčestí-přechodník minulý trpný) utvořeného od supinového kmene a slovesa esse (být), např.:
sanatus, -a, -um sum/es/est/sumus/estis/sunt (byl jsem vychován, byl jsi vychován, ...)
sanatus, -a, -um eram/eras/erat/eramus/eratis/erant (až jsem byl vychován (více v minulosti))
sanatus, -a, -um ero/eris/erit/erimus/eritis/erunt (až budu vychován)

### Němčina
V německém jazyce rozlišujeme trpný rod průběhový a trpný rod stavový

#### Průběhový trpný rod
Jedná se o to, že děj nebo činnost není uzavřena či dokončena. To znamená, že tento děj nebo činnost neustále probíhá v daném čase. Tvoří se:
- přítomný čas: werden (vyčasované) + příčestí trpné (ge-t; ge-en)
- minulý čas:
  - préteritum - wurde + příčestí minulé
  - perfektum - sein (vyčasované) + příčestí trpné + worden

Překlady trpného rodu:
- pasivní - obraz je malován
- zvratným slovesem - obraz se maluje

U průběhového trpného rodu se může vyskytnout:
- původce děje:
  - hlavně u osob (rodu životného), vyjadřujeme ho předložkou von s 3. pádem
- prostředek děje:
  - hlavně u rodu neživotného, vyjadřujeme ho předložkami durch se 4. pádem (užívá se téměř výhradně u věcí) nebo mit se 3. pádem (užívá se téměř výhradně u budov a institucí).

#### Stavový trpný rod
Jedná se o to, že děj, nebo činnost je dokončena. Tvoří se:
- přítomný čas: pomocí slovesa  sein + příčestí trpné
- minulý čas: pomocí slovesa war + příčestí trpné

Perfektum se v tomto případě nepoužívá. Stavový trpný rod nikdy nemá původce ani prostředek děje.

## Antipasiv
Antipasiv je slovesný rod v ergativních jazycích, v němž konatel není vyjádřen ergativem, ale absolutivem.
Například věta v jazyce Inuktitut Muž vidí medvěda.
| angutiup | nanuq      | takuvanga        |
| muž-ERG  | medvěd-ABS | vidí-3s>3s.trans |
může být v antipasivu vyjádřena takto:
| anguti  | nanuqmik   | takusijuq             |
| muž-ABS | medvěd-OBJ | vidí-ANTIP-3s.intrans |
Patiens je přitom v Inuktitutu vyjádřen zvláštním pádem, který se nazývá objektiv.
V eskymo-aleutských jazycích se přechodná slovesa v antipasivu shodují morfologicky pouze s podmětem.